# Публій Сульпіцій Саверріон (цензор)
Публій Сульпіцій Саверріон (кінець IV — початок III століття до н. е.) — політичний, державний та військовий діяч Римської республіки, консул 304 року до н. е.

## Життєпис
Походив із патриціанського роду Сульпіціїв. Син Сервія Сульпіція Саверріона.
У 304 році до н. е. обрано консулом разом із Публієм Семпронієм Софом. Воював разом із колегою проти самнітів. Утім незабаром Публій Сульпіцій уклав мирну угоду, якою завершилася Друга самнітська війна. Але частина гірських самнітів не змирилася й продовжувала боротьбу проти римлян. Цим загонам Сульпіцій завдав відчутної поразки. За це отримав від сенату тріумф.
У 300 або 299 році до н. е. обрано цензором разом із Публієм Семпронієм Софом. У 298 році до н. е. його призначено інтеррексом разом з Аппієм Клавдієм Цеком для проведення коміцій. Подальша доля Публія Сульпіція Саверріона невідома.

## Родина
Діти:
- Публій Сульпіцій Саверріон, консул 279 року до н. е.